# Louis Jérôme Moignon-Salmon
Jérôme Moignon-Salmon est un homme politique français né le 16 septembre 1755 à Châlons-sur-Marne et décédé le 23 juillet 1840 à Mareuil-sur-Aÿ.
Avocat en 1789, il est juge de paix à Châlons-sur-Marne, puis président du département en 1792 et enfin juge au tribunal de district, puis à la cour criminelle de la Marne. Il est élu député de la Marne au Conseil des Cinq-Cents le 24 germinal an VII.

## Biographie
Né à Châlons-sur-Marne en 1755, fils d'un marchand Pierre Achille Moignon et d'Anne Lambert, il épouse dans cette même ville en 1783, Louise Marguerite Salmon.

## Sources
1. ↑  https://archives.marne.fr/ark:/86869/dgjptf8cr91b/b988d47a-f066-4441-87b7-3c228e963062

- « Louis Jérôme Moignon-Salmon », dans Adolphe Robert et Gaston Cougny, Dictionnaire des parlementaires français, Edgar Bourloton, 1889-1891 [détail de l’édition]